# Тома Темелков
Тома Филев Темелков е български революционер, струмишки деец на Вътрешната македонска революционна организация.

## Биография
Тома Филев Темелков е роден на 5 април 1889 година в струмишкото село Съчево, тогава в Османската империя, днес в Северна Македония. Става струмишки войвода на възстановената след Първата световна война ВМРО. На 22 октомври 1921 година дава сражение на сръбска потеря край Съчево. В България е осъден за убийство. Присъдата за строг тъмничен затвор за убийство излежава в Горноджумайския затвор. На 3 октомври 1939 година поради помилване е пуснат на свобода. След затвора живее в град Горна Джумая.